# Collegio di Thornbury and Yate
Thornbury and Yate è un collegio elettorale inglese situato nel Gloucestershire e rappresentato alla camera dei Comuni del parlamento del Regno Unito. Elegge un membro del parlamento con il sistema maggioritario a turno unico; l'attuale parlamentare è Claire Young dei Liberal Democratici, eletta nel 2024.

## Estensione

Thornbury and Yate dal 2010 al 2024

A seguito della quinta revisione periodica dei collegi di Westminster, effettuata dalla Boundary Commission for England, nel 2010 fu creato il collegio di Thornbury and Yate. I ward elettorali utilizzati nella creazione di questo collegio facevano tutti parte del South Gloucestershire, ed erano i seguenti: Alveston, Boyd Valley (include Marshfield, Pucklechurch e Wick), Charfield, Cromhall, Chipping Sodbury, Cotswold Edge (include Hawkesbury Upton e Acton Turville), Dodington, Frampton Cotterell, Ladden Brook (include Wickwar), Severn – Aust, Thornbury North, Thornbury South, Westerleigh, Yate Central, Yate North e Yate West.
Dal 2024 il collegio comprende i seguenti ward del South Gloucestershire: Boyd Valley; Charfield; Chipping Sodbury and Cotswold Edge; Dodington; Frampton Cotterell; Pilning and Severn Beach; Severn Vale; Thornbury; Yate Central e Yate North.

## Membri del parlamento
| Elezione | Elezione | Deputato     | Partito             |
| -------- | -------- | ------------ | ------------------- |
|          | 2010     | Steve Webb   | Liberal Democratici |
|          | 2015     | Luke Hall    | Conservatore        |
|          | 2024     | Claire Young | Liberal Democratici |

## Elezioni

### Elezioni negli anni 2020
| Partito                    | Partito                                         | Candidato                  | Risultati 4 luglio 2024 | Risultati 4 luglio 2024 |
| Partito                    | Partito                                         | Candidato                  | Voti                    | %                       |
| -------------------------- | ----------------------------------------------- | -------------------------- | ----------------------- | ----------------------- |
|                            | Lib Dem                                         | Claire Young               | 20 815                  | 39,00                   |
|                            | Conservatore                                    | Luke Hall                  | 17 801                  | 33,36                   |
|                            | Reform UK                                       | Andrew Banwell             | 7 529                   | 14,11                   |
|                            | Laburista                                       | Rob Logan                  | 5 057                   | 9,48                    |
|                            | Verdi                                           | Alexandra Jenner-Fust      | 2 165                   | 4,06                    |
|                            |                                                 |                            |                         |                         |
| Iscritti                   | Iscritti                                        | Iscritti                   | 78 195                  | 100,00                  |
| ↳ Votanti (% su iscritti)  | ↳ Votanti (% su iscritti)                       | ↳ Votanti (% su iscritti)  | 53 367                  | 68,25                   |
| ↳ Astenuti (% su iscritti) | ↳ Astenuti (% su iscritti)                      | ↳ Astenuti (% su iscritti) | 24 828                  | 31,75                   |
|                            |                                                 |                            |                         |                         |
|                            | Esito: collegio passa da Conservatore a Lib Dem |                            |                         |                         |

### Elezioni negli anni 2010
| Partito                    | Partito                                   | Candidato                  | Risultati 12 dicembre 2019 | Risultati 12 dicembre 2019 |
| Partito                    | Partito                                   | Candidato                  | Voti                       | %                          |
| -------------------------- | ----------------------------------------- | -------------------------- | -------------------------- | -------------------------- |
|                            | Conservatore                              | Luke Hall                  | 30 202                     | 57,81                      |
|                            | Lib Dem                                   | Claire Young               | 17 833                     | 34,13                      |
|                            | Laburista                                 | Rob Logan                  | 4 208                      | 8,05                       |
|                            |                                           |                            |                            |                            |
| Iscritti                   | Iscritti                                  | Iscritti                   | 69 492                     | 100,00                     |
| ↳ Votanti (% su iscritti)  | ↳ Votanti (% su iscritti)                 | ↳ Votanti (% su iscritti)  | 52 243                     | 75,18                      |
| ↳ Astenuti (% su iscritti) | ↳ Astenuti (% su iscritti)                | ↳ Astenuti (% su iscritti) | 17 249                     | 24,82                      |
|                            |                                           |                            |                            |                            |
|                            | Esito: collegio confermato a Conservatore |                            |                            |                            |

| Partito                    | Partito                                   | Candidato                  | Risultati 8 giugno 2017 | Risultati 8 giugno 2017 |
| Partito                    | Partito                                   | Candidato                  | Voti                    | %                       |
| -------------------------- | ----------------------------------------- | -------------------------- | ----------------------- | ----------------------- |
|                            | Conservatore                              | Luke Hall                  | 28 008                  | 55,25                   |
|                            | Lib Dem                                   | Claire Young               | 15 937                  | 31,44                   |
|                            | Laburista                                 | Brian Mead                 | 6 112                   | 12,06                   |
|                            | Verdi                                     | Iain Hamilton              | 633                     | 1,25                    |
|                            |                                           |                            |                         |                         |
| Iscritti                   | Iscritti                                  | Iscritti                   | 67 927                  | 100,00                  |
| ↳ Votanti (% su iscritti)  | ↳ Votanti (% su iscritti)                 | ↳ Votanti (% su iscritti)  | 50 960                  | 75,02                   |
| ↳ Astenuti (% su iscritti) | ↳ Astenuti (% su iscritti)                | ↳ Astenuti (% su iscritti) | 16 967                  | 24,98                   |
|                            |                                           |                            |                         |                         |
|                            | Esito: collegio confermato a Conservatore |                            |                         |                         |

| Partito                    | Partito                                         | Candidato                  | Risultati 7 maggio 2015 | Risultati 7 maggio 2015 |
| Partito                    | Partito                                         | Candidato                  | Voti                    | %                       |
| -------------------------- | ----------------------------------------------- | -------------------------- | ----------------------- | ----------------------- |
|                            | Conservatore                                    | Luke Hall                  | 19 924                  | 41,02                   |
|                            | Lib Dem                                         | Steve Webb                 | 18 429                  | 37,94                   |
|                            | UKIP                                            | Russ Martin                | 5 126                   | 10,55                   |
|                            | Laburista                                       | Hadleigh Roberts           | 3 775                   | 7,77                    |
|                            | Verdi                                           | Iain Hamilton              | 1 316                   | 2,71                    |
|                            |                                                 |                            |                         |                         |
| Iscritti                   | Iscritti                                        | Iscritti                   | 65 884                  | 100,00                  |
| ↳ Votanti (% su iscritti)  | ↳ Votanti (% su iscritti)                       | ↳ Votanti (% su iscritti)  | 48 570                  | 73,72                   |
| ↳ Astenuti (% su iscritti) | ↳ Astenuti (% su iscritti)                      | ↳ Astenuti (% su iscritti) | 17 314                  | 26,28                   |
|                            |                                                 |                            |                         |                         |
|                            | Esito: collegio passa da Lib Dem a Conservatore |                            |                         |                         |

| Partito                    | Partito                                    | Candidato                  | Risultati 6 maggio 2010 | Risultati 6 maggio 2010 |
| Partito                    | Partito                                    | Candidato                  | Voti                    | %                       |
| -------------------------- | ------------------------------------------ | -------------------------- | ----------------------- | ----------------------- |
|                            | Lib Dem                                    | Steve Webb                 | 25 032                  | 51,91                   |
|                            | Conservatore                               | Matthew Riddle             | 17 916                  | 37,15                   |
|                            | Laburista                                  | Roxanne Egan               | 3 385                   | 7,02                    |
|                            | UKIP                                       | Jenny Knight               | 1 709                   | 3,54                    |
|                            | Independents Federation UK                 | Thomas Beacham             | 126                     | 0,26                    |
|                            | Indipendente                               | Anthony Clements           | 58                      | 0,12                    |
|                            |                                            |                            |                         |                         |
| Iscritti                   | Iscritti                                   | Iscritti                   | 64 092                  | 100,00                  |
| ↳ Votanti (% su iscritti)  | ↳ Votanti (% su iscritti)                  | ↳ Votanti (% su iscritti)  | 48 226                  | 75,24                   |
| ↳ Astenuti (% su iscritti) | ↳ Astenuti (% su iscritti)                 | ↳ Astenuti (% su iscritti) | 15 866                  | 24,76                   |
|                            |                                            |                            |                         |                         |
|                            | Esito: collegio a Lib Dem (nuovo collegio) |                            |                         |                         |

## Risultati dei referendum

### Referendum sulla permanenza del Regno Unito nell'Unione europea del 2016
|             | Collegio           | Lasciare UE % | Rimanere in UE % |
| ----------- | ------------------ | ------------- | ---------------- |
|             | Thornbury and Yate | 53,3%         | 46,7%            |
| Inghilterra | 53,3%              | 46,7%         |                  |
| Regno Unito | 51,9%              | 48,1%         |                  |